# Excerpts From Ayu-mi-x III
 (octobre 2021).

Excerpts From Ayu-mi-x III (écrit en minuscules : excerpts from ayu-mi-x) est une série de neuf maxi-singles de remix de chansons de Ayumi Hamasaki, trois au format disques vinyles notés Excerpts From Ayu-mi-x III - AD001 à AD003, et six au format CD notés Excerpts From Ayu-mi-x III - CD001 à CD006, sortis indépendamment de septembre à décembre 2001 au Japon en édition limitée. Des extraits des titres remixés avaient figuré sur l'album de remix Ayu-mi-x III - Non-Stop Mega Mix Version sorti en début d'année, d'où le titre des disques.

## Excerpts From Ayu-mi-x III - AD001
Singles par Ayumi Hamasaki
Dearest
(2001) Excerpts From Ayu-mi-x III - AD002
 Excerpts From Ayu-mi-x III - AD001  est un maxi 45 tours au format disque vinyle de remix de chansons de Ayumi Hamasaki, produit par Max Matsuura.
Il sort en édition limitée le 26 septembre 2001 au Japon sous le label indépendant Rhythm Republic affilié à Avex Trax, le même jour que les vinyles de Excerpts From Ayu-mi-x III - AD002 et Excerpts From Ayu-mi-x III - AD003. Il contient trois versions remixées par divers DJs des chansons-titre des singles Far Away et Vogue ; des extraits de ces titres remixés avaient déjà figuré sur l'album de remix Ayu-mi-x III Non-Stop Mega Mix Version sorti en début d'année, d'où le titre du single,.
Toutes les paroles sont écrites par Ayumi Hamasaki, toute la musique est composée par Kazuhito Kikuchi.
| A1. | Far Away "RANK 1 remix"        | RANK 1     |  |
| A2. | Far Away "Main Radio mix"      | Hex Hector |  |
| B1. | Vogue "Computerhell Vocal mix" | Junkie XL  |  |

## Excerpts From Ayu-mi-x III - AD002
Singles par Ayumi Hamasaki
Excerpts From Ayu-mi-x III - AD001 Excerpts From Ayu-mi-x III - AD003
 Excerpts From Ayu-mi-x III - AD002  est un maxi 45 tours au format disque vinyle de remix de chansons de Ayumi Hamasaki, produit par Max Matsuura.
Il sort en édition limitée le 26 septembre 2001 au Japon sous le label indépendant Rhythm Republic affilié à Avex Trax, le même jour que les vinyles de Excerpts From Ayu-mi-x III - AD001 et Excerpts From Ayu-mi-x III - AD003. Il contient quatre versions remixées par divers DJs des chansons Teddy Bear et Girlish de l'album Duty ; des extraits de ces titres remixés avaient déjà figuré sur l'album de remix Ayu-mi-x III Non-Stop Mega Mix Version sorti en début d'année, d'où le titre du single,.
Toutes les paroles sont écrites par Ayumi Hamasaki.
| A1. | Teddy Bear "Hybrid Remix"              | Hybrid          | 10:00 |
| A2. | Teddy Bear "Hybrid Remix Instrumental" | Hybrid          | 10:00 |
| B1. | Girlish "7' Vocal"                     | Scanty Sandwich | 3:46  |
| B2. | Girlish "12' Dub"                      | Scanty Sandwich | 9:53  |

## Excerpts From Ayu-mi-x III - AD003
Singles par Ayumi Hamasaki
Excerpts From Ayu-mi-x III - AD002 Excerpts From Ayu-mi-x III - CD001
 Excerpts From Ayu-mi-x III - AD003  est un maxi 45 tours au format disque vinyle de remix de chansons de Ayumi Hamasaki, produit par Max Matsuura.
Il sort en édition limitée le 26 septembre 2001 au Japon sous le label indépendant Rhythm Republic affilié à Avex Trax, le même jour que les vinyles de Excerpts From Ayu-mi-x III - AD001 et Excerpts From Ayu-mi-x III - AD002. Il contient quatre versions remixées par divers DJs des chansons Key et End of the World de l'album Duty ; des extraits de ces titres remixés avaient déjà figuré sur l'album de remix Ayu-mi-x III Non-Stop Mega Mix Version sorti en début d'année, d'où le titre du single.
Toutes les paroles sont écrites par Ayumi Hamasaki.
| A1. | Key "Ariwa Dub Mix"            | Mad Professor |  |
| A2. | Key "Dub"                      | Mad Professor |  |
| B1. | End of the World "7' Master"   | Orb           |  |
| B2. | End of the World "Dub Version" | Orb           |  |

## Excerpts From Ayu-mi-x III - CD001
Singles par Ayumi Hamasaki
Excerpts From Ayu-mi-x III - AD003 Excerpts From Ayu-mi-x III - CD002
 Excerpts From Ayu-mi-x III - CD001  est un single au format CD de remix de chansons de Ayumi Hamasaki, produit par Max Matsuura.
Il sort en édition limitée le 21 novembre 2001 au Japon sous le label indépendant Rhythm Republic affilié à Avex Trax, deux mois après les trois disques vinyles similaires : Excerpts From Ayu-mi-x III - AD001, Excerpts From Ayu-mi-x III - AD002 et Excerpts From Ayu-mi-x III - AD003. Il atteint la 44e place du classement de l'Oricon, reste classé pendant quatre semaines, et est désormais épuisé. 
Le disque bénéficie d'un packaging original : le CD de couleur orange est rangé dans une pochette de même couleur glissée dans un étui cartonné carré blanc troué en son centre, à la manière de certaines pochettes de disques vinyles. Bien que officiellement présenté comme un single, le disque contient en fait six titres, pour un total de près d'une heure d'écoute. Il contient six versions remixées par divers DJs des chansons-titre des singles Far Away et Vogue ; des extraits de ces titres remixés avaient déjà figuré sur l'album de remix Ayu-mi-x III Non-Stop Mega Mix Version sorti en début d'année, d'où le titre du single,.
Toutes les paroles sont écrites par Ayumi Hamasaki, toute la musique est composée par Kazuhito Kikuchi.
| 1. | Far Away "Hex Hector Radio"    | Hex Hector | 4:47 |
| 2. | Far Away "Hex Hector Main Vox" | Hex Hector | 9:14 |
| 3. | Far Away "Hex Hector Dub"      | Hex Hector | 6:29 |
| 4. | Far Away "Rank 1 12' Vocal"    | Rank 1     | 9:13 |
| 5. | Vogue "Junkie XL 12' Vox"      | Junkie XL  | 8:44 |
| 6. | Vogue "Junkie XL Dub"          | Junkie XL  | 8:06 |

## Excerpts From Ayu-mi-x III - CD002
Singles par Ayumi Hamasaki
Excerpts From Ayu-mi-x III - CD001 Excerpts From Ayu-mi-x III - CD003
 Excerpts From Ayu-mi-x III - CD002  est un single au format CD de remix de chansons de Ayumi Hamasaki, produit par Max Matsuura.
Il sort en édition limitée le 13 décembre 2001 au Japon sous le label indépendant Rhythm Republic affilié à Avex Trax, trois semaines après le single similaire Excerpts From Ayu-mi-x III - CD001, et le même jour que les singles Excerpts From Ayu-mi-x III - CD003 et Excerpts From Ayu-mi-x III - CD004. Il atteint la 34e place du classement de l'Oricon, reste classé pendant quatre semaines, et est désormais épuisé. 
Le disque bénéficie d'un packaging original : le CD de couleur rouge est rangé dans une pochette de même couleur glissée dans un étui cartonné carré blanc troué en son centre, à la manière de certaines pochettes de disques vinyles. Bien que officiellement présenté comme un single, le disque contient en fait cinq titres, pour un total de plus d'une demi-heure d'écoute. Il contient cinq versions remixées par divers DJs des chansons End of the World et Teddy Bear de l'album Duty ; des extraits de ces titres remixés avaient déjà figuré sur l'album de remix Ayu-mi-x III Non-Stop Mega Mix Version sorti en début d'année, d'où le titre du single,.
Toutes les paroles sont écrites par Ayumi Hamasaki.
| 1. | End Of The World "Orb 7' 'Nigh Laddy'"  | Orb    | 4:09  |
| 2. | End Of The World "Orb 12' 'Nigh Laddy'" | Orb    | 6:28  |
| 3. | End Of The World "Orb Dub"              | Orb    | 6:22  |
| 4. | Teddy Bear "Hybrid Club"                | Hybrid | 10:02 |
| 5. | Teddy Bear "Hybrid Club" (Inst.)        | Hybrid | 10:01 |

## Excerpts From Ayu-mi-x III - CD003
Singles par Ayumi Hamasaki
Excerpts From Ayu-mi-x III - CD002 Excerpts From Ayu-mi-x III - CD004
 Excerpts From Ayu-mi-x III - CD003  est un single au format CD de remix de chansons de Ayumi Hamasaki, produit par Max Matsuura.
Il sort en édition limitée le 13 décembre 2001 au Japon sous le label indépendant Rhythm Republic affilié à Avex Trax, trois semaines après le single similaire Excerpts From Ayu-mi-x III - CD001, et le même jour que les singles Excerpts From Ayu-mi-x III - CD002 et Excerpts From Ayu-mi-x III - CD004. Il atteint la 36e place du classement de l'Oricon, reste classé pendant quatre semaines, et est désormais épuisé. 
Le disque bénéficie d'un packaging original : le CD de couleur bleue est rangé dans une pochette de même couleur glissée dans un étui cartonné carré blanc troué en son centre, à la manière de certaines pochettes de disques vinyles. Bien que officiellement présenté comme un single, le disque contient en fait cinq titres, pour un total de près d'une demi-heure d'écoute. Il contient cinq versions remixées par divers DJs des chansons Key et Girlish de l'album Duty ; des extraits de ces titres remixés avaient déjà figuré sur l'album de remix Ayu-mi-x III Non-Stop Mega Mix Version sorti en début d'année, d'où le titre du single,.
Toutes les paroles sont écrites par Ayumi Hamasaki.
| 1. | Key "Mad Professor 1 remix"     | Mad Professor   | 3:00 |
| 2. | Key "Mad Professor 2 remix"     | Mad Professor   | 3:05 |
| 3. | Girlish "Scanty Sandwich Radio" | Scanty Sandwich | 3:46 |
| 4. | Girlish "Scanty Sandwich Club"  | Scanty Sandwich | 8:44 |
| 5. | Girlish "Scanty Sandwich Dub"   | Scanty Sandwich | 9:53 |

## Excerpts From Ayu-mi-x III - CD004
Singles par Ayumi Hamasaki
Excerpts From Ayu-mi-x III - CD003 Excerpts From Ayu-mi-x III - CD005
 Excerpts From Ayu-mi-x III - CD004  est un single au format CD de remix de chansons de Ayumi Hamasaki, produit par Max Matsuura.
Il sort en édition limitée le 13 décembre 2001 au Japon sous le label indépendant Rhythm Republic affilié à Avex Trax, trois semaines après le single similaire Excerpts From Ayu-mi-x III - CD001, et le même jour que les singles Excerpts From Ayu-mi-x III - CD002 et Excerpts From Ayu-mi-x III - CD003. Il atteint la 35e place du classement de l'Oricon, reste classé pendant quatre semaines, et est désormais épuisé. 
Le disque bénéficie d'un packaging original : le CD de couleur jaune est rangé dans une pochette de même couleur glissée dans un étui cartonné carré blanc troué en son centre, à la manière de certaines pochettes de disques vinyles. Bien que officiellement présenté comme un single, le disque contient en fait cinq titres, pour un total de plus d'une demi-heure d'écoute. Il contient cinq versions remixées par divers DJs de la chanson-titre du single Surreal ; des extraits de ces titres remixés avaient déjà figuré sur l'album de remix Ayu-mi-x III Non-Stop Mega Mix Version sorti en début d'année, d'où le titre du single,.
Toutes les paroles sont écrites par Ayumi Hamasaki, toute la musique est composée par Kazuhito Kikuchi.
| 1. | Surreal "Thunderpuss Radio"    | Thunderpuss | 4:05 |
| 2. | Surreal "Thunderpuss Extended" | Thunderpuss | 8:46 |
| 3. | Surreal "Thunderpuss Dub"      | Thunderpuss | 9:07 |
| 4. | Surreal "Club 69 Radio"        | Club 69     | 4:16 |
| 5. | Surreal "Club 69 Extended"     | Club 69     | 8:27 |

## Excerpts From Ayu-mi-x III - CD005
Singles par Ayumi Hamasaki
Excerpts From Ayu-mi-x III - CD004 Excerpts From Ayu-mi-x III - CD006
 Excerpts From Ayu-mi-x III - CD005  est un single au format CD de remix de chansons de Ayumi Hamasaki, produit par Max Matsuura.
Il sort en édition limitée le 26 décembre 2001 au Japon sous le label indépendant Rhythm Republic affilié à Avex Trax, deux semaines après les singles similaires Excerpts From Ayu-mi-x III - CD002, Excerpts From Ayu-mi-x III - CD003 et Excerpts From Ayu-mi-x III - CD004, et le même jour que le single Excerpts From Ayu-mi-x III - CD006. Il atteint la 32e place du classement de l'Oricon, reste classé pendant trois semaines, et est désormais épuisé. 
Le disque bénéficie d'un packaging original : le CD de couleur verte est rangé dans une pochette de même couleur glissée dans un étui cartonné carré blanc troué en son centre, à la manière de certaines pochettes de disques vinyles. Bien que officiellement présenté comme un single, le disque contient en fait six titres, pour un total de plus d'une demi-heure d'écoute. Il contient six versions remixées par divers DJs de la chanson-titre du single Audience ; des extraits de ces titres remixés avaient déjà figuré sur l'album de remix Ayu-mi-x III Non-Stop Mega Mix Version sorti en début d'année, d'où le titre du single,.
Toutes les paroles sont écrites par Ayumi Hamasaki, toute la musique est composée par D.A.I.
| 1. | Audience "Victor Calderone Radio"    | Victor Calderone | 4:16 |
| 2. | Audience "Victor Calderone Extended" | Victor Calderone | 8:55 |
| 3. | Audience "Victor Calderone Dub"      | Victor Calderone | 6:14 |
| 4. | Audience "Keith Litman Extended"     | Keith Litman     | 8:33 |
| 5. | Audience "Jonathan Peters' Radio"    | Jonathan Peters  | 3:56 |
| 6. | Audience "Jonathan Peters' Dub"      | Jonathan Peters  | 9:03 |

## Excerpts From Ayu-mi-x III - CD006
Singles par Ayumi Hamasaki
Excerpts From Ayu-mi-x III - CD005 Daybreak
(2002)
 Excerpts From Ayu-mi-x III - CD006  est un single au format CD de remix de chansons de Ayumi Hamasaki, produit par Max Matsuura.
Il sort en édition limitée le 26 décembre 2001 au Japon sous le label indépendant Rhythm Republic affilié à Avex Trax, deux semaines après les singles similaires Excerpts From Ayu-mi-x III - CD002, Excerpts From Ayu-mi-x III - CD003 et Excerpts From Ayu-mi-x III - CD004, et le même jour que le single Excerpts From Ayu-mi-x III - CD005. Il atteint la 30e place du classement de l'Oricon, reste classé pendant trois semaines, et est désormais épuisé. 
Le disque bénéficie d'un packaging original : le CD de couleur noire est rangé dans une pochette de même couleur glissée dans un étui cartonné carré blanc troué en son centre, à la manière de certaines pochettes de disques vinyles. Bien que officiellement présenté comme un single, le disque contient en fait six titres, pour un total de près d'une heure d'écoute. Il contient six versions remixées par divers DJs de la chanson-titre du single Seasons ; des extraits de ces titres remixés avaient déjà figuré sur l'album de remix Ayu-mi-x III Non-Stop Mega Mix Version sorti en début d'année, d'où le titre du single,.
Toutes les paroles sont écrites par Ayumi Hamasaki, toute la musique est composée par D.A.I.
| 1. | Seasons "Hex Hector Radio"              | Hex Hector      | 4:45  |
| 2. | Seasons "Hex Hector Main Vox"           | Hex Hector      | 9:53  |
| 3. | Seasons "Hex Hector Main Dub"           | Hex Hector      | 6:27  |
| 4. | Seasons "Jonathan Peters' Trance Radio" | Jonathan Peters | 4:05  |
| 5. | Seasons "Jonathan Peters' Trance Main"  | Jonathan Peters | 9:33  |
| 6. | Seasons "Jonathan Peters' Trance Dub"   | Jonathan Peters | 10:41 |